# Roy Lee Hamilton
Roy Lee Hamilton (Los Ángeles, California, 20 de julio de 1957) es un exjugador de baloncesto estadounidense que disputó 2 temporadas en la NBA. Con 1,88 metros de estatura, jugaba en la posición de base.

## Trayectoria deportiva

### Universidad
Jugó durante cuatro temporadas con los Bruins de la Universidad de California en Los Ángeles (UCLA), donde promedió 12,5 puntos y 4,7 asistencias por partido. Formó parte del equipo titular de los Bruins en sus tres últimas temporadas, junto a jugadores como Marques Johnson o Kiki Vandeweghe. En 1979 fue incluido en el tercer equipo All-American.

### Profesional
Fue elegido en la décima posición del Draft de la NBA de 1979 por Detroit Pistons, donde jugó su única temporada completa en la liga profesional, en la que promedió 4,6 puntos y 2,7 asistencias por partido. Al término de la misma fue cortado, firmando como agente libre por Portland Trail Blazers, donde solamente jugó 5 minutos en un único partido.

## Estadísticas de su carrera en la NBA

### Temporada regular
| Temp.   | Edad | Equipo   | Liga | P  | TIT | MIN  | TC  | TCA | %TC  | 3P  | 3PA | %3P  | TL  | TLA | %TL  | R.OF. | R.DEF. | REB | ASIS | ROB | TAP | PER | FP  | PTS |
| 1979-80 | 22   | Detroit  | NBA  | 72 |     | 15.5 | 1.6 | 4.0 | .401 | 0.0 | 0.0 | .000 | 1.4 | 2.1 | .687 | 0.6   | 0.9    | 1.5 | 2.7  | 0.7 | 0.1 | 1.6 | 1.1 | 4.6 |
| 1980-81 | 23   | Portland | NBA  | 1  |     | 5.0  | 1.0 | 3.0 | .333 | 0.0 | 0.0 |      | 1.0 | 2.0 | .500 | 2.0   | 1.0    | 3.0 | 0.0  | 0.0 | 0.0 | 1.0 | 1.0 | 3.0 |
| Total   |      |          | NBA  | 73 |     | 15.4 | 1.6 | 4.0 | .400 | 0.0 | 0.0 | .000 | 1.4 | 2.1 | .684 | 0.6   | 0.9    | 1.5 | 2.6  | 0.7 | 0.1 | 1.6 | 1.1 | 4.6 |